# 介護ハラスメント
介護ハラスメント（かいごハラスメント）とは、介護施設や在宅ケア (訪問介護や訪問看護) における介護士・ヘルパー・看護師など介護側に対する、サービス利用者又は利用者親族による各種ハラスメントや暴力など他害行為 (他者への加害) の総称。
令和3年度に厚生労働省は、介護事業側に介護に関するパワーハラスメント及びセクシャルハラスメントなどのハラスメント対策を必要な措置を講ずることを義務づけた。 カスタマーハラスメントには、防止のための方針明確化等を推奨とした。

## 概要
介護の仕事をさらに過酷にしているのが、セクハラやパワハラなど介護ハラスメントを行う利用者、不合理苦情行為や過度なサービス要求をする親族である。「モンスター高齢者(シルバーモンスター)」を中心に「モンスタークレーマー、モンスターペイシェント」、加害親族側に立つ家族「モンスターファミリー」の存在が介護業界全体に悪影響を与えている。

## 介護側への加害に対する矮小化問題
日本では、介護職員が利用者、利用者の家族からの暴力や嫌がらせが多発してるが、処罰が皆無であり、サービス提供側の被害への注目は少なく、矮小化されている。東京新聞の取材に応じた女性は、「暴力やセクハラは日常茶飯事。」であり、我慢が当たり前として不本意に被害を耐えさせられてきたと語っている。他の介護職員も同じような経験をしていたものの、「殴られても蹴飛ばされても、それも仕事でしょ、という風潮がまかり通っている。」と語っている。現場では、認知機能が低い利用者 (認知症患者・精神疾患患者・知的障害者) による加害だと更に抗議しづらい状況にある。介護業界が2018年に約7万8000人を対象にした調査した際に、回答者（2411人）の74.2％が利用者やその家族から暴力や嫌がらせを受けた経験があった。
介護側の不満や批判として、介護側による「高齢者(利用者側)への虐待」はマスコミに大きく取り上げられるが、ヘルパーなど介護側に対する高齢者等利用者側のハラスメント行為は黙認され、表面化することは少ないことが指摘されている。

## 加害とハラスメント事例
2023年時点で、介護側のみが利用者や家族の暴力・暴言・ハラスメントといった悪事に耐えさせられている現実がある。
- 殴打(顔面だと前歯を折られるケース)
- 身体の性的部位を触る。(胸や尻などへの痴漢行為)

- 作業途中で他の料理へ変更要求。
- 要求拒否時に叱責や罵倒。
- 訪問に「なぜ、事前に電話しない?」と叱責。
- 笑顔での対応への罵倒。
- 利用者の家族も「プロなんだから対応できる」という傲慢な態度。上司に相談しても、「認知症だから」など利用者の低い認知を理由にガマンを強要。
- ベッドに添い寝強要
- 「別の人はやってくれた」と、セクハラを含む「サービス外」の強要。
- たたく、つねる、かみつく、モノ投げる、水をかける、爪でひっかく、「バカ」などの暴言、唾を吐きかけるなど介助への抵抗。
- 利用者の家族による暴力や精神的ハラスメント[10]